# Sant Francesc de Vilafranca
Sant Francesc de Vilafranca és una església gòtica de Vilafranca del Penedès (Alt Penedès) protegit com a bé cultural d'interès local.
Era l'església del convent de Sant Francesc. Es tracta de l'església de l'antic Convent de Sant Francesc, bastida a principis del segle xiv. Conté la Capella de Sant Jordi, restaurada el 1891, on es troba el retaule dedicat a Sant Jordi i a la Presentació de la Mare de Déu, atribuït a Pere Serra. Hi havia també diversos sepulcres medievals. El convent va ser convertit en hospital l'any 1835. Té una sola nau amb capelles laterals. L'absis és més recent que la nau, de forma quadrada i amb volta d'aresta i la façana presenta porta d'accés d'arc de mig punt i una rosassa a la part superior. Conté algunes tombes notables.

## Sarcòfag de Bertran de Castellet (1323)
El sarcòfag de Bertran de Castellet (1323) és un sarcòfag de marbre d'1,83 m de llargada per 0,53 m d'amplada, format per una caixa que descansa en quatre columnes amb capitells historiats de talla romànica amb temes esculpits de falcons i gossos o panteres unides per les potes i el llom. Està decorada, a la part davantera i a les laterals per vuit compartiments fets d'arcuacions ogivals trilobades i decorades a l'interior per escuts alternats de castells de tres torres i grius, i creus i cérvols. La coberta és prismàtica de base triangular recolzada sobre un costat, amb dos alts relleus de figures jacents del mort. En una banda va vestit amb cota de malla, guantellets, escut, espasa i el cap cofat per un capmall. Porta coixí sota el cap i un gos mastí sota els peus. En l'altre va de monjo amb l'hàbit franciscà fins als peus i mantell i les mans en actitud de pregar.
A l'orla inferior de l'ossera hi ha una inscripció en majúscules gòtiques, en llatí, que diu: "El 23 de febrer de l'any del Senyor de 1323 va morir a Sardenya el noble senyor Bertran de Castellet, militar, el qual ordenà el seu testament i trià ésser sepultat al convent de frares menors de Vilafranca rebent l'hàbit d'aquest orde religiós. La seva ànima descansa en pau. Amen. Pregueu per ell. Pare Nostre. Ave Maria".
Bertran de Castellet, noble cavaller del segle xiv, fou senyor del castell de Sant Esteve de Castellet. El 1311 intervingué al costat del rei en la repressió de determinats nobles revoltats. Va assistir a les Corts de Montblanc i les de Girona entre d'altres. Es destacà com valerós militar en la conquesta de Sardenya, on morí.

## Sarcòfag d'Hug de Cervelló
El sarcòfag d'Hug de Cervelló —baró de la Llacuna i senyor de Querol són successors seus la comtessa d'Estrades i el seu fill, el duc de Medinaceli— és a la paret lateral del presbiteri al costat de l'epístola. És una petita urna d'alabastre policromat en forma de paral·lelepípede, profusament decorada. La part davantera presenta un fris amb dotze frares franciscans en relleu. Al centre hi ha un bisbe en actitud de beneir amb la mà dreta i amb la mà esquerra sosté el gremial ajudat per dos frares vestits amb els hàbits sacerdotals. A les cares laterals està decorat per sengles escuts amb les armes dels Cervelló, un cérvol. Un d'ells està sostingut per uns àngels de genolls i l'altre per dues figures femenines. La coberta és prismàtica de base triangular amb l'estàtua jacent del difunt. Està vestit amb ausberg fins als peus i al damunt cota de malla. El cap és cobert amb un capmall i descansa en un coixí amb els escuts dels Cervelló. Està armat amb espasa i escut que porta un cérvol cisellat. Els peus cargolats reposen sobre un llebrer. Els laterals estan decorats amb fullatges i a la part inferior del frontis hi ha una inscripció en llatí que diu:

## Mausoleu de B. de Boixadors
Sarcòfag d'1,7 m de llargada per 0,66 m d'amplada, de pedra calcària basta, adossat a la paret lateral de la capella de Sant Jordi dins una fornícula amb arcuació ogival que li dona caràcter de panteó. Pertany a l'últim període de l'art gòtic.
La caixa està ornamentada amb arcuacions i columnes d'estil ogival amb decoració de fullatge molt carregada formant quatre capelles. A cada capella hi ha un frare franciscà amb caputxa i les mans recollides amb compunció. La tapa és a dos vessants. En el vessant anterior hi ha la figura jacent del cavaller. Vesteix cota de malla fins als peus i per damunt una sobrevesta. Porta sabatots de malles i al cap capmall i capell. Presenta les mans en actitud de pregar. Una espasa al costat esquerre, un gos fidel als peus i la creu de Montesa sobre el pit completen la figura de B. de Boixadors. El cap es recolza en un coixí. El sarcòfag està sostingut per dues mènsules en forma de lleó toscament treballats. No presenta cap inscripció. Tot el conjunt evidencia senyals d'haver estat daurat i policromat.
B. de Boixadors era senyor de Marmellar. L'any 1325 fou nomenat majordom de l'Infant Anfós, a qui acompanyava en la conquesta de Sardenya. Va ser nomenat posteriorment Governador General d'aquesta illa fins a la seva mort, el 1341.

## Sarcòfag del Pere d'Avinyó
Sarcòfag del Pere d'Avinyó és un sarcòfag policromat amb decoració corresponen a l'últim període del gòtic. Està penjant damunt l'antiga porta de l'orgue i sostingut per dues mènsules amb forma de lleó amb els crins daurats. La part frontal de l'ossera està decorada amb arcuacions i columnes formant quatre compartiments que emmarquen sengles escuts de llinatge amb un lleó rampant pertanyents al noble que hi és enterrat.
La tapa és a dues vessants. En una d'elles hi ha l'estàtua de Pere d'Avinyó vestit amb cota de malla, cuirassa, gamberes i sabatots de malles. El cap descobert i de cabellera daurada està recolzat en un coixí. Els peus descansen damunt l'esquena d'un llebrer. Presenta les mans en actitud de pregar. Una llarga espasa es recolza sobre el seu cos. No presenta cap inscripció. La decoració es veu complementada per sanefes de rosetes en relleu.
Pere d'Avinyó fou ambaixador a Constantinoble, governador de Catalunya el 1389 i era germà de fra Marc, fundador de l'hospital de Sant Pere.

## Sarcòfag dels Penyafort
Sarcòfag situat a la paret esquerra de la capella de la Puríssima, sostingut per dues mènsules enforma de lleó, atribuït a la família Penyafort. Està treballat en pedra de baixa qualitat i és de factura poc acurada. El frontal de l'ossera presenta un baix relleu al·legòric a la resurrecció de la carn, d'ingènua execució, on es veuen vuit personatges drets i en actitud de pregar i altres dos, als extrems, sortint de sengles taüts. Els personatges centrals es troben sobre un llit de flames i corresponen a quatre figures femenines despullades, un frare franciscà i tres homes, un d'esquena, vestits de cintura en avall. Aquest grup escultòric es troba emmarcat per sanefes de rosetes en relleu. La tapa és a dues vessants. En una d'elles presenta un personatge jacent amb cota de malla, gamberes i sabatots de ferro. El cap amb capmall i elm que descansa sobre un coixí. Els peus es cargolen sobre un llebrer. Presenta les mans sobre el pit en actitud de pregar. No va armat. L'atribució d'aquest sarcòfag als Penyafort no és segura. Aquesta família, lligada a sant Ramon de Penyafort, tingué el seu castell al lloc de Penyafort de la parròquia de Sant Margarida i els Monjos.

## Sarcòfag de Marc de Puigmoltó
És a la paret esquerra de la capella de Nostra Senyora dels Àngels i sostingut per dues mènsules en forma de lleó. D'execució molt simple. La decoració del frontis consisteix en una arcada ogival trilobada amb sengles columnes que formen compartiments on se situen quatre escuts de llinatge ogivals, amb un moltó a cada un. Els laterals presenten una decoració similar a la del frontis i a la part inferior i ha una sanefa de rosetes en relleu. La tapa és en forma de volta sense cap ornamentació. No presenta cap inscripció. Marc de Puigmoltó fou un noble cavaller de la vila del segle XIV-XV, benefactor de l'església de Sant Francesc.

## Sarcòfag dels Piquer
Situat a la paret lateral esquerra de la capella de Sant Pere d'Alcàntara, sostingut per dues mènsules en forma de lleó molt aclaparats. D'execució senzilla. La par frontal està decorada amb tres escuts ogivals sense divisa emmarcats per un quadrifoli. Als laterals la decoració és similar. La tapa és a doble vessant sense decoració a la part frontal i amb decoració de fullatge als laterals. Els Piquer foren un llinatge de nobles cavallers de la Vila.